# Alois Leodolter
Alois Leodolter (* 16. August 1931 in Mariazell) ist ein ehemaliger österreichischer Nordischer Kombinierer und Skispringer. Er nahm an den Olympischen Winterspielen 1960 in Squaw Valley teil und landete im März 1950 den ersten 100-Meter-Flug am Kulm.

## Werdegang
Bereits im Alter von 16 Jahren wurde Leodolter für den WSV Mariazell bei der Steierischen Nordischen Meisterschaft Dritter im Langlauf und blieb damit hinter seinem Vater Alois Leodolter, der das Rennen gewann, zurück. Ein Jahr später gewann er den Steierischen Jugendmeistertitel im Skispringen, bevor er 1951 auch bei den Senioren Landesmeister wurde.
Beim Czech-Marusarzówna-Memorial 1957 in Zakopane belegte Leodolter hinter Harry Glaß und Werner Lesser den dritten Rang im Spezialsprunglauf. Auf nationaler Ebene wurde Leodolter viermaliger Meister in der Nordischen Kombination. Bei den österreichischen Meisterschaften 1952 auf dem Semmering gewann er zudem von der Liechtensteinschanze hinter Josef Bradl die Silbermedaille im Skispringen.
Alois war der ältere Bruder des Skispringers Otto Leodolter (1936–2020). Gemeinsam mit ihm wurde er 1996 mit dem Sportverdienstzeichen in Gold der Steiermärkischen Landesregierung ausgezeichnet.